# Jugurtia simpsoni
Jugurtia simpsoni är en stekelart som beskrevs av Edmund Meade-Waldo 1911.
Jugurtia simpsoni ingår i släktet Jugurtia och familjen Masaridae. Inga underarter finns listade i Catalogue of Life.